# .mf
.mf este un Internet domeniu național de nivel superior (dnNS) asignat care era intenționat să fie creat pentru Saint-Martin (Franța), dar la moment nu este utilizat, nici nu este valabil spre registrare nici spre utilizare de situri web.